# Boscia microphylla
Boscia microphylla är en kaprisväxtart som beskrevs av Daniel Oliver. Boscia microphylla ingår i släktet Boscia och familjen kaprisväxter. Inga underarter finns listade i Catalogue of Life.